# Frances Robinson

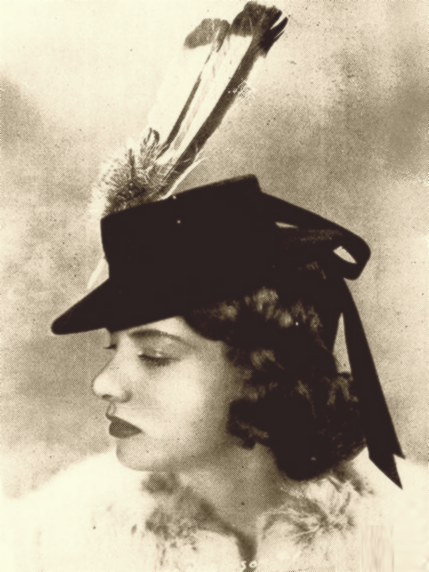
Robinson, em 1940

Frances Robinson (Staten Island, 26 de abril de 1916 - Los Angeles, 16 de agosto de 1971) foi uma atriz estadunidense.

## Biografia
Nasceu no Fort Wadsworth, na Staten Island (condado de Richmond), Nova York, como Marion Frances Ladd, filha de James Arad Ladd (1879 - 1925) e Alice Ellen Grime Ladd (1883 - 1974).
Atuou em vários papéis no cinema a partir dos anos 1930 até 1970, em filmes como a comédia Lady in the Dark, de 1944, ao lado de Ginger Rogers e Ray Milland.
Em março de 1946 ela se casou em Santa Bárbara com o cirurgião ortopédico de Nova York, Benjamin Olney Braney; o casamento durou apenas dois meses e meio e, em 29 de agosto, ela obteve o divórcio sem contestação, no qual ela reclamava que não tivera seu amor correspondido, segundo seu testemunho: "Quando falei-lhe que estava me apaixonando por ele cada dia mais, me respondeu: 'Por favor, não faça isso'. Então ele me pediu para ter envolvimento com outros homens, assim eu não teria que passar as minhas noites em casa sozinha."

## Filmografia parcial
- Tim Tyler's Luck (1937)
- Red Barry (1938)
- The Lone Wolf Keeps a Date (1940)
- Dr. Jekyll and Mr Hyde (1941) como Marcia
- Sierra (1950)
- The Lively Set (1964)